# CNRS Physique
Institut national de physique
Pour les articles homonymes, voir INP.
CNRS Physique, anciennement l'Institut national de physique (INP), est l'un des dix instituts thématiques du Centre national de la recherche scientifique (CNRS). Il est actuellement dirigé par Thierry Dauxois. L'institut est composé de 7 000 personnes (dont approximativement 2 800 chercheurs, 1 500 ingénieurs et techniciens, 1 800 doctorants) réparties dans près de 100 structures (dont 70 unités de recherche). L'INP est à l'origine de 10 000 publications en France.

## Domaines de recherche
L'Institut de physique articule son action autour de six grands axes de recherche stratégiques :
- Physique théorique, modélisation et simulation numérique
- Optique, atomes, molécules et physique quantique
- Matière condensée, matériaux, nanosciences
- États de la matière, transitions de phases, instabilités, désordre
- Lasers et plasmas
- La physique autour du vivant